# マイケル・ローゼンブルーム
マイケル・ローゼンブルーム(Michael Rosenblum 1954年-)はテレビプロデューサー兼ビデオ・ジャーナリスト(VJ)である。

## 概要
NY1で大規模なビデオ・ジャーナリズムの嚆矢である地方テレビ・ニュース会社を創設した。
さらにその後にビデオ・ジャーナリストをトレーニングするためにボイス・オブ・アメリカ、ニューヨーク・タイムズ、BBC、News10、マグロウヒル・エデュケーション、ドイツ国営放送、オランダ国営放送、この他世界中の多数のビデオ・ジャーナリズムによるニュースの運営主体を転々としている。 
彼はニュヨーク・タイムズ・テレビの創設者であり初代理事長である
。
これまで彼は数多くのテレビ向けの作品を制作してきた。例を挙げれば5 Takes、『ラテンアメリカへの誘い』(2007年)、『あなたにとって旅とは❓』（2007年）、『素晴らしい時間を再び』（2007年）、『5 Takes アメリカ2006年版』、『ボランティア活動の転換：津波被害者へ心を寄せて』（2005年）、『トラウマ、ERにおける命』、『救急医療隊員』、『警官隊』、『分娩』、『サイエンス・タイム』などがある。そしてカーラントTVとトラベル・チャンネル・アカデミーの共同創設者であった。
また『ビデオ・ジャーナリスト』のコンセプトに基づいたテレビ・ニュースに対してユニークかつ過激な映像作品を開発してきた。
そして彼は現在、ローゼンブルームTV、VJ モデル・プログラミングに集約したプロダクション会社、ビデオ・ジャーナリスト・モデル・プログラミングとビデオ・ジャーナリストを目指すためのビデオ・ブート・キャンプ、NYVS（オンラインの映像スクール）、ブリュッセルに拠点を持つローゼンブルーム協会のCEOである。
最近は『ナショナルジオグラフィック』をモデルとする新たなネットワークを立ち上げている。

## 著作
彼は『iPhoneミリオネーラ：君の人生を変えるための6週間』(マック・グロウ・ヒル社 2012年)と『ビデオジャーナリズム』（独）の著者でもある。